# رشيد بن محمود
رشيد بن محمود  (14 سبتمبر 1971 المغرب) هو مدرب مساعد ولاعب كرة قدم مغربي سابق.

## روابط خارجية
- رشيد بن محمود على موقع الاتحاد الدولي (مؤرشف)  (الإنجليزية)
- رشيد بن محمود على موقع قاعدة بيانات كرة القدم.إي يو (الإنجليزية)
- رشيد بن محمود على موقع ناشيونال فوتبول تيمز (الإنجليزية)